# J. Alfred Tanner
Johan Alfred "Affu" Tanner, (Artsjö (regió de Päijänne-Tavastland), 16 de març, 1884 - Rautalampi (regió de Savo Nord), 27 de maig, 1927, va ser un cantant de cobles i lletrista finlandès. Tanner és considerat l'artista més important de la primera música popular finlandesa. Tanner solia escriure ell mateix com J. Alfred Tanner i J. Alfr. Tanner.

## Biografia
Tanner era fill del granjer Johan Alfred Töisman i de la minyona Maria Johanneksentytär Koivisto. Quan era nen, Tanner es va traslladar a Hèlsinki i a l'escola primària i secundària va ser company de classe del cantant d'òpera Wäinö Sola. Tanmateix, es van separar quan Tanner es va formar com a mestre d'obres. Es va graduar a l'Escola Tècnica de Hèlsinki el 1906.
El novembre de 1907, Tanner treballava com a director de construcció al cinquè pis de l'edifici d'apartaments de l'arquitecte Estlander a Brunnsparken a Hèlsinki quan l'edifici es va ensorrar. Tanner va caure des del cinquè pis fins a l'arbre més proper. Després d'això, es va veure obligat a canviar de professió i va començar a actuar a temps complet com a còmic i cantant. El 1908-1909 Tanner va actuar a l'escenari de Hèlsinki, però el seu avenç va arribar el 1910, quan era un animador d'interval al cinema Helikon de Hèlsinki, on va treballar amb Theodor Weissman, Felix Jungell i Rafael Ramstedt, entre d'altres. Paral·lelament, Tanner va actuar en diversos restaurants famosos de la capital finlandesa.
L'any 1911, Tanner va començar a gravar, entre altres coses, His Master's Voice i va fer un total de 70 enregistraments fins al 1926. Quan Tanner va interpretar les seves pròpies cançons a l'escenari, es disfressava amb vestits adequats i feia salts mortals, que coneixia com un antic gimnasta. El 1922 i el 1924, Tanner va fer dos viatges a Camden, als Estats Units, on el 1924 va realitzar enregistraments per a la companyia RCA Victor. Quan va visitar els immigrants finlandesos als Estats Units poc després de la guerra civil finlandesa, les seves actuacions van ser boicotejades, ja que els immigrants el veien com un representant de la Finlàndia blanca.
Tanner tenia uns quants acompanyants adscrits a ell. Harald Winter va ser el principal col·laborador de Tanner, però altres acompanyants també van incloure Sakeus Juuri-Oja i Pekka Jurva, aquest últim germà del cantant Matti Jurva.
Tanner va fer els seus últims enregistraments a Berlín el juliol de 1926. Durant la dècada de 1920 havia patit tuberculosi i estava ronc durant els últims enregistraments a causa de la malaltia. El seu darrer concert es va donar durant l'hivern de 1926-1927 a Tampere. En aquell moment, la malaltia s'havia empitjorat i Tanner es va veure obligat en algunes ocasions a canviar la seva elecció de cançons per facilitar el seu cant. J. Alfred Tanner va morir de tuberculosi el 27 de maig de 1927 a la seva residència d'estiueig Nujula de Rautalampi. Està enterrat al cementiri de Malms a Hèlsinki.
Tanner estava casat amb Adéle Amilda (Milda) Jalkanen (1888–1971), amb qui va tenir una filla, Kerttu (1911–1989).
L'any 1902, Tanner va fundar l'Hèlsinki Jyry i va ser un amic íntim de l'atleta Hannes Kolehmainen, de qui també va cantar a la cobla "Memòries dels Jocs Olímpics de 1912". Tanner va deixar Hèlsinki Jyry el 1908.

## Conseqüències
J. Alfred Tanner va fer només 70 enregistraments durant la seva vida, però va escriure molt més cançons. Moltes de les seves cançons van ser interpretades durant dècades per diversos artistes; incloent Leo Kauppi, Armas Uksila, Juho Koskelo, Tapio Rautavaara, Sakari Halonen, Reino Helismaa, Armas Hanttu, Rafael Ramstedt i Theodor Weissman. Tanner va ser un animador molt apreciat durant el seu temps i pels seus destacats col·legues. Theodor Weissman el va descriure com molt amable i generós, fins i tot amb aquells que no coneixia. Rafael Ramstedt va descriure Tanner de la següent manera:
| « | "Ocupa un lloc únic entre els nostres cantants de cobles". Ningú més ha tingut tant èxit com ell. Va ser Tanner qui va fer del cant de coples una professió. Seguint el seu exemple, després d'ell van aparèixer diversos cantants de coples professionals." | » |

Entre les cançons més famoses de Tanner hi ha "Kulkurin valssi", "Orpopojan valssi", "Mun eukkoni on maalla" i "Laulu on iloni ja työni". Tanner no va compondre cap melodia ell mateix, però va utilitzar cançons populars ja conegudes i va arranjar la música. El cor de "The Wanderer's Waltz" va ser compost per Uuno Aarto. Durant la dècada de 1940, Sakari Halonen va interpretar a Tanner en diverses pel·lícules, com "On the Road of Life" i "The Girls Around Affu." Diverses de les cançons de Tanner es van publicar al llibre "Immortal Couplets" el 1948.
En memòria de J. Alfred Tanner, es va aixecar una pedra commemorativa a Artsjö l'any 1978. El text de la pedra diu:
- - Mestre de parella
  - J. Alfred Tanner's
  - casa de la infància
  - x 16.3.1884 + 27.5.1927
  - Es va aixecar la pedra commemorativa 16.7.1978, per la gent d'Artsjö

## Enregistraments en disc
| Data                   | Lloc                     | Cançons | Acompanyament                                  |
| ---------------------- | ------------------------ | --- | ---------------------------------------------- |
| 15 setembre 1911       | Hèlsinki                 | No és així? Haloska i les altres noies Himne a la primavera Una vegada em vaig enamorar Fugir de casa El gronxador del caminant i el cavall Liisa i Lasse Merpoika Com tot és tan vot-vot-vot a la granja de quan jo No hi havia molts En Aunus diferents maneres d'estimar | piano                                          |
| 26 setembre 1912       | Hèlsinki                 | Per res més que per això Kekkers al galliner de Mäkelä Vídua d'estiu Kiperä polka Feit per ser un viatger Vaig anar sense importar Un viatge a Hèlsinki Un recluta Quan feia esport Viuliulei                                                                               | piano                                          |
| 28 de setembre de 1912 | Hèlsinki                 | Vals de Nadal Records dels Jocs Olímpics de 1912 1–2 La cançó del noi del sutge La serenata del noi del sutge per amor Quan jo era policia Com a conductor d'un ventilador (cotxe) Nenes i nens del mateix poble                                                            | piano                                          |
| 28 gener 1913          | Hèlsinki                 | Un nen maco Història estranya El meu vell és al país Posetiivari Els balls de Römper Cançó trista | piano                                          |
| 16 gener 1914          | Estocolm                 | Noi divertit El noi de Hèlsinki La vida d'un resident a Hèlsinki La cançó dels bevedors Dos amics La tornada a casa del mariner Hèlsinki moderna El nen del pastor Nen petit Dos amics                                                                                      | piano                                          |
| 9 de juny de 1924      | Camden, Nova Jersey, EUA | Polca d'acordió de Janne Deu nois negres Polca ajudant de Nujula Oh, la meva tendra Hèlsinki La terra de les neus dels mil llacs L'últim ferri | John Witzmann (violí) William E. Stein (piano) |
| 13 de juliol de 1926   | Berlín                   | La sortida d'un migrant El retorn d'un migrant | piano                                          |
| 14 de juliol de 1926   | Berlín                   | Kalle Aaltonen Consells per als atletes de diumenge Al telèfon 1–2 S'ha gravat Fajol | piano                                          |
| 15 de juliol de 1926   | Berlín                   | Cantarella i Jimmy El vals del vagabund Deu nois negres La nina de la mare Soldada ex. A l'Exèrcit de Salvació finlandès Història de la ciutat de Nujula Polca d'ajuda de Nujula Vals orfe Pilanlaskija                                                                     | piano                                          |
| 16 de juliol de 1926   | Berlín                   | Del Parlament el gener de 1918 1–2 | piano                                          |